# Brachtenbach
Brachtenbach (luxembourgeois: Bruechtebaach) est une section de la commune luxembourgeoise de Wincrange située dans le canton de Clervaux.

## Personnalités
- Nic Weber, journaliste, né à Brachtenbach en 1926